# To Die For (film, 1994)
Pour les articles homonymes, voir To Die For.
Pour plus de détails, voir Fiche technique et Distribution.
To Die For est un film britannique réalisé par Peter Mackenzie Litten, sorti en 1994.

## Synopsis
À Londres, un couple gay vit une relation libre et passionnée. Mark est une drag queen à la langue acérée. Il a du mal accepter le style de vie de son compagnon, Simon, qui passe son temps à sortir en boîte de nuit et à draguer.
Mark est séropositif au sida, son état se détériore vite et il finit par mourir.
Simon continue sa vie comme avant, mais l'esprit de Mark vient le hanter.

## Fiche technique
- Titre : To Die For
- Autre titre : Heaven's a Drag
- Réalisation : Peter Mackenzie Litten
- Scénario : Johnny Byrne, Peter Mackenzie Litten et Paul McEvoy
- Musique : Roger Bolton
- Photographie : John Ward
- Montage : Jeffrey Arsenault
- Production : Gary Fitzpatrick
- Société de production : TDF, London Lighthouse et British Screen Productions
- Pays de production :  Royaume-Uni
- Genre : Comédie dramatique, romance et fantastique
- Durée : 101 minutes
- Dates de sortie : 
  - Royaume-Uni : 2 décembre 1994

## Distribution
- Ian Williams : Mark
- Thomas Arklie : Simon
- Caroline Munro : Mme. Pignon
- Gordon Alexander : Drop Dead Gorgeous
- Dillie Keane : Siobhan
- John Altman : Dogger
- Robert Sturtz : Chris
- Tony Slattery : Terry
- Jean Boht : Mme. Downs
- Brian Ross : Nick
- Ken Kennedy : M. Willoughby
- Andrew Kennedy : Steve
- Jason Merrells : Nigel
- Will Pollet : Mark jeune
- Ian McKellen : le narrateur

## Accueil
Le film a reçu la note de 3/5 sur AllMovie.